# 善化交流道
善化交流道為臺灣國道三號的交流道，位於臺灣臺南市善化區與山上區交界，指標為340k。連結平面道路為市道178號。
|  | 340 善化 |  | 山上 善化 |

## 鄰近公路
- 市道178號
- 市道178甲線
- 台1線

## 外部連結
- 國道三號善化交流道示意圖 （页面存档备份，存于）（交通部高速公路局）